# Institutionalized
Institutionalized è un singolo del gruppo musicale statunitense Suicidal Tendencies, pubblicato nel 1983 come unico estratto dal primo album in studio Suicidal Tendencies. È una delle canzoni più popolari della band e continua a venire suonata stabilmente ai concerti dal 1982. La canzone è stata registrata nuovamente per l'album del 1993 Still Cyco After All These Years; questa versione ha ottenuto una nomination ai Grammy come Best Metal Performance nel 1994, perdendo contro la versione dal vivo di Ozzy Osbourne di "I Don't Want to Change the World".
La versione originale faceva parte della compilation F.N.G., mentre la versione di Still Cyco After All These Years è apparsa su Prime Cuts e Playlist: The Very Best of Suicidal Tendencies, non venendo supportata dalla band. La canzone è stata inclusa anche nell'EP Institutionalised, pubblicato solo in Gran Bretagna nel 1988 dopo l'aumento di popolarità dei Suicidal Tendencies.

## Struttura
La musica è stata scritta da Louiche Mayorga mentre militava nei Suicidal Tendencies mentre il testo da Mike Muir. La storia della canzone segue quello che presumibilmente è un Muir adolescente attraverso una serie di conflitti sociali con gli amici e, soprattutto, i genitori. Gli amici del protagonista notano il suo comportamento e gli suggeriscono di parlarne, ma questi rifiuta ogni aiuto. Ciò continua con i genitori, convinti che il figlio sia sotto l'effetto di droga e che abbia bisogno di aiuto per la sua salute mentale. In questo verso, la madre rifiuta di dargli una Pepsi. Ancora una volta, ciò porta ritrosia e rifiuto da parte del protagonista, che afferma che siano tutti gli altri ad avere problemi mentali. Il testo nei versi non è cantato ma parlato. Esso è accompagnato dalla chitarra principale ma diventa più frenetico e potente mano a mano che il protagonista diventa più emotivo.

## Accoglienza
Anche se "Institutionalized" non è mai entrata in classifica, la canzone è stata trasmessa regolarmente dalla stazione radio di Los Angeles KROQ, quando il DJ Rodney Bingenheimer l'ha aggiunta alla sua playlist ed è stata classificata dalla stazione al numero 23 tra le migliori canzoni del 1983. "Institutionalized" è stata la prima canzone hardcore punk ad essere trasmessa regolarmente su MTV ed è considerata una delle canzoni più significative di tale genere. Assieme a "Subliminal", "I Saw Your Mommy" e "I Shot the Devil", "Institutionalized" è uno dei brani più suonati di Suicidal Tendencies, ed è frequentemente suonata nei concerti dal vivo della band sin dal 1982.